# 國民道場
《國民道場》是一部1943年由臺灣映畫協會製作的紀錄片，主要收錄台灣日治時期末期的臺灣青年在臺南州國民道場接受軍事訓練的場景。

## 概要
《國民道場》由臺灣映畫協會拍攝製作，拍攝地位於臺南州國民道場，於1942年開設作為志願兵訓練的場地。
這部影片紀錄台灣青年在臺南州國民道場參與集體生活、學習、出操與勞動等軍事訓練；:54 以及從事日本神道教儀式的過程， 即「皇民鍊成」。 結訓後，參加者會取得一張「鍊成證書」作為證明。:33 片中亦出現國民道場的道訓：「務須傾盡精根」。:56
國立臺灣歷史博物館曾於2005年至2007年間委託國立台南藝術大學音像藝術學院修復含《國民道場》在內的175捲影片。 並於2007年出版套書《片格轉動間的台灣顯影》，共收錄了四部日治時期台灣的紀錄片：《國民道場》、《台灣勤行報國青年隊》、《幸福的農民》、《南進台灣》。